# ميدالية هرشل
ميدالية هرشل هي جائزة تقدمها الجمعية الفلكية الملكية (بالإنجليزية Royal Astronomical Society) «للتحقيقات ذات الجدارة الملحوظة في مجال الفيزياء الفلكية». تُمنح الجائز لإنجاز مستقل واحد وذلك لتسمح للعلماء الأصغر سنا بالترشح لها. أخذت الجائزة اسمها من اسم أول رئيس للجميعة ويليام هرشل. قُدمت الميدالية لأول مرة عام 1974. وقد مُنحت الجائزة لعالمين مختلفين في العام ذاته في مناسبتين، الأولى عام 1977 والثانية عام 1986. وقد قدمت 18 مرة في تاريخها ل20 عالما (19 رجلًا وامرأة واحدة).

## الفائزون بالميدالية
- 1974: جون بول وايلد[2]
- 1977: آرنو بينزياس وروبرت ويلسون[2]
- 1980: جيرارد د فوكولور[2]
- 1983: ويليام ويلسون مورغان[2]
- 1986: ألبرت بوغيس وروبرت ويلسون[2]
- 1989: جوسلين بيل بورنيل[2]
- 1992: أندرو لين[2]
- 1995: جورج إساك[2]
- 1998: جيرارد نوجباور[2]
- 2001: باتريك تودو[2]
- 2004: كيث هورن[2]
- 2006: غوفين سوارب[2]
- 2008: ماكس بتيني[2]
- 2010: جيمس هيو[2]
- 2012: مايك إروين[2]
- 2013: مايكل كرامر[2]
- 2014: راينهارد جنزيل[2]
- 2015: ستفين إيلز[3]
- 2016: جايمس دنلب[1]
- 2017: سيمون ليلي
- 2018: توم مارش
- 2019: نيال تنفير
- 2020: روب فيندر
- 2021: ستيفن سمارت